# مگس‌گیر جنگلی سولویی
مگس‌گیر جنگلی سولویی (نام علمی: Cyornis ocularis) گونه‌ای از پرندگان گنتجشک‌سان از تیرهٔ مگس‌گیرهای جهان قدیم (Muscicapidae) و بومی مجمع‌الجزایر سولو است. زیستگاه طبیعی آن جنگل‌های کوهستانی نمناک گرمسیری است. در حالی که هنوز توسط اتحادیه بین‌المللی حفاظت از طبیعت ارزیابی نشده است، این گونه احتمالاً با نابودی زیستگاه تهدید می‌شود.
مگس‌گیر جنگلی سولویی در سال ۲۰۲۱ توسط کمیته بین‌المللی پرنده‌شناسان به عنوان گونه‌ای متمایز از مگس‌گیر جنگلی دم‌حنایی (Cyornis rufocauda) جدا شد.